# Jason Lamy-Chappuis
Jason Lamy-Chappuis, född den 9 september 1986 i Missoula i Montana i USA, är en fransk-amerikansk backhoppare och längdskidåkare. Lamy-Chappuis har tävlat för Frankrike i nordisk kombination sedan 2002.
Lamy-Chappuis deltog i de olympiska vinterspelen 2010 i Vancouver i Kanada. Där vann han guld i 10 km normal backe efter att han vunnit en dramatisk sprintduell mot USA:s Johnny Spillane.
Säsongen 2009/2010 tog han sin första världscupseger i nordisk kombination.